# Raji Naoufal
Raji Naoufal (Casablanca, 28 augustus 1988) is een voetballer met de Franse nationaliteit, afkomstig uit Marokko.
De middenvelder Naoufal speelde achtereenvolgens bij de jeugd van Olympique Lyon, FC Tours, Stade Rennes en Germinal Beerschot. In het seizoen 2008/09 maakte hij bij MVV Maastricht zijn debuut in het betaald voetbal, op 13 februari 2009 in de uitwedstrijd tegen Excelsior. Halverwege het volgende seizoen, in januari 2010, vertrok hij naar Wydad Casablanca, een club uit zijn geboortestad.